# Breitenholz (Ammerbuch)
Breitenholz is een plaats in de Duitse gemeente Ammerbuch, deelstaat Baden-Württemberg, en telt 752 inwoners (2008).